# Arrondissement Cap-Haitien

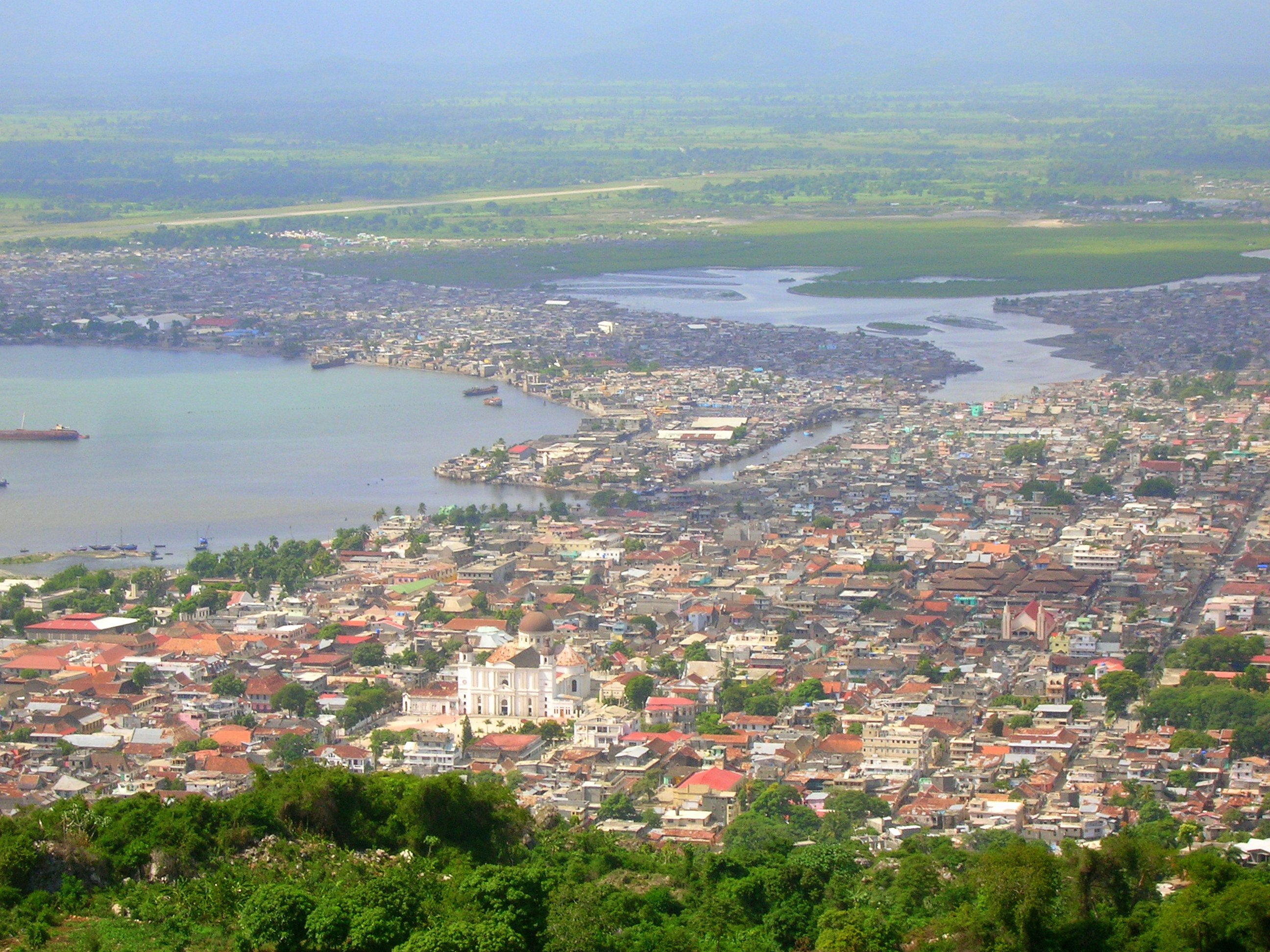
Die Stadt Cap-Haitien und ihr Umland

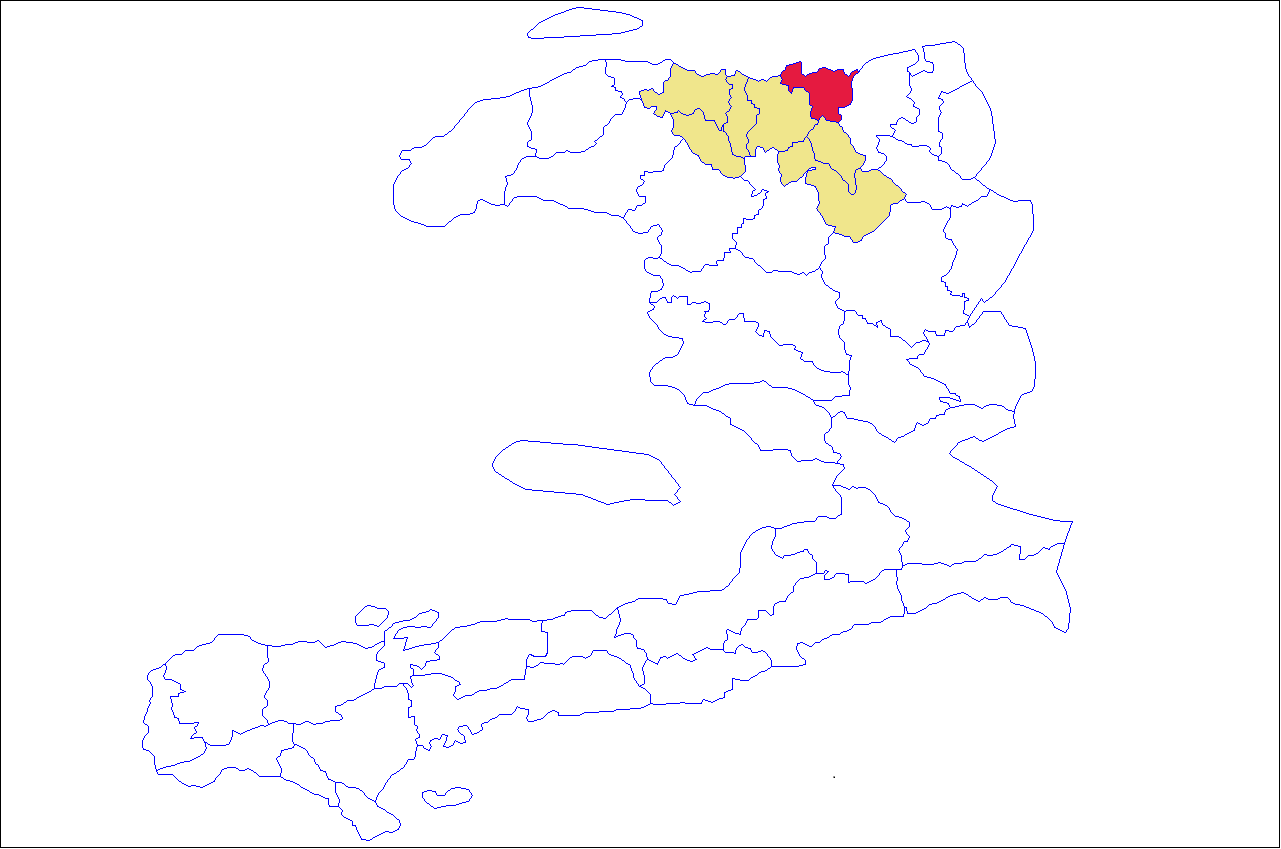
Lage des Arrondissements Cap-Haitien in Haiti und im Département Nord (Haiti)

Das Arrondissement Cap-Haitien (haitianisch-kreolisch: Kap Ayisyen) ist eine der sieben Verwaltungseinheiten des Départements Nord, Haiti. Hauptort ist die Stadt Cap-Haitien.

## Lage und Beschreibung
Das Arrondissement liegt im Nordosten des Départements Nord. Es grenzt im Norden an den Atlantischen Ozean. Benachbart sind im Osten das Arrondissement Trou-du-Nord, im Süden das Arrondissement Grande-Rivière-du-Nord sowie im Westen das Arrondissement Acul-du-Nord.
In dem Arrondissement gibt es drei Gemeinden:
- Cap-Haïtien  (rund 274.000 Einwohner).
- Quartier-Morin (rund 27.000 Einwohner) und
- Limonade (rund 55.000 Einwohner).

Das Arrondissement hat rund 356.000 Einwohner (Stand: 2015).
Die Route Nationale 1 (RN-1; Cap-Haitien – Port-au-Prince), die Route Nationale 3 (RN-3; Cap-Haitien – Hinche) und die Route Nationale 6 (RN-6; Cap-Haitien – Grenze zur Dominikanischen Republik) verlaufen durch das Arrondissement.